# Тихомль
Тихомль, Тихомель, Тихомль — зникле давньоруське місто на території Білогірського району Хмельницької області. Часто було предметом суперечок між Волинським і Галицьким князівствами. Перші згадки про Тихомль відносяться до 1152 року і війні київсько-волинського князя Ізяслава Мстиславича з галицьким князем Володимирком Володаревичем. За кілометр від зниклого міста — сучасне село Тихомель.

## Пам'ятки
- Аріанська каплиця — 16 ст.
- Тихомельське городище — 12-16 ст.